# Сиамская кошка
Сиамская кошка — одна из известных пород кошек сиамо-ориентальной группы.

## Внешний вид
Сиамская кошка имеет весьма характерную внешность, отличительными чертами которой являются тонкое, длинное, трубообразное гибкое тело, голова в виде длинного клина, большие миндалевидные косо поставленные глаза ярко-синего цвета, очень большие уши, широкие в основании и заостренные на концах, поставленные таким образом, чтобы между мочкой носа и кончиками ушей образовывался равносторонний треугольник. Шерсть короткая, плотно прилегающая к телу, без подшерстка. Очень длинный хлыстообразный хвост, тонкий от самого основания с заостренным длинным кончиком.

## Характер
Активные кошки. Нуждаются во внимании, любят физический контакт. Общительные, ласковые и доверчивые.
Кошки из сиамо-ориентальной группы умеют пользоваться своими голосовыми связками, меняя тональность и высоту звука для выражения своих требований и чувств. Легко поддаются дрессировке.

## Разновидности
- Балийская — длинношёрстный вариант сиамской кошки.
- Бурманская — порода кошек, выведенная из породы «Wong Mau». Джозеф Томпсон обнаружил её в Бирме в 1930 году. Он привез её в Калифорнию, где и была выведена бурманская порода кошек путём скрещивания «Wong Mau» с сиамской.
- Гималайская — длинношёрстная порода кошек, выведенная путём скрещивания персидской и сиамской кошки.
- Сноу-шу — кремово-белая порода с голубыми глазами и некоторыми очками, выведенная в результате скрещивания сиамской и двухцветной американской короткошерстной кошки в 1960-х годах.
- Тонкинез — порода скрещенной сиамской и бурманской кошек. От вязок с этой породой могут получаться котята с рисунком бирманская сепия, сиамским окрасом или тонкинской норки (который представляет собой нечто среднее между первыми двумя, с меньшим контрастом поинтов, чем сиамский, но большим, чем у бирманского); часто с голубыми глазами или аква (среднее между голубым и зелёным).
- Ориентальная короткошёрстная — длинное стройное тело, утонченный костяк и крепкая мускулатура, клиновидная голова, очень большие уши, тонкий длинный хвост, множество окрасов. В большинстве стран кошек окраса колор- поинт относят к сиамским. В США сиамской относят только кошек, у которых все предки в родословной - сиамы. Остальных относят к ориенталам, вне зависимости от окраса.
- Тайская — старотипный экстерьер сиамской кошки.

## Галерея

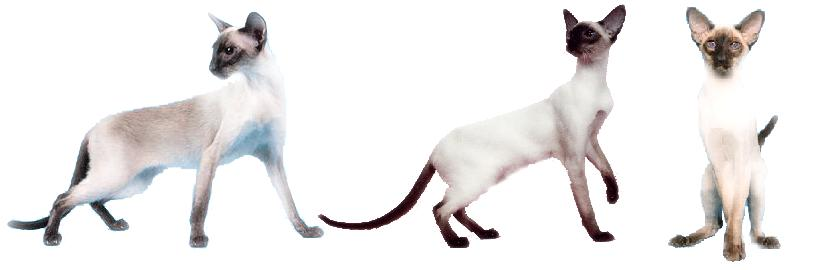
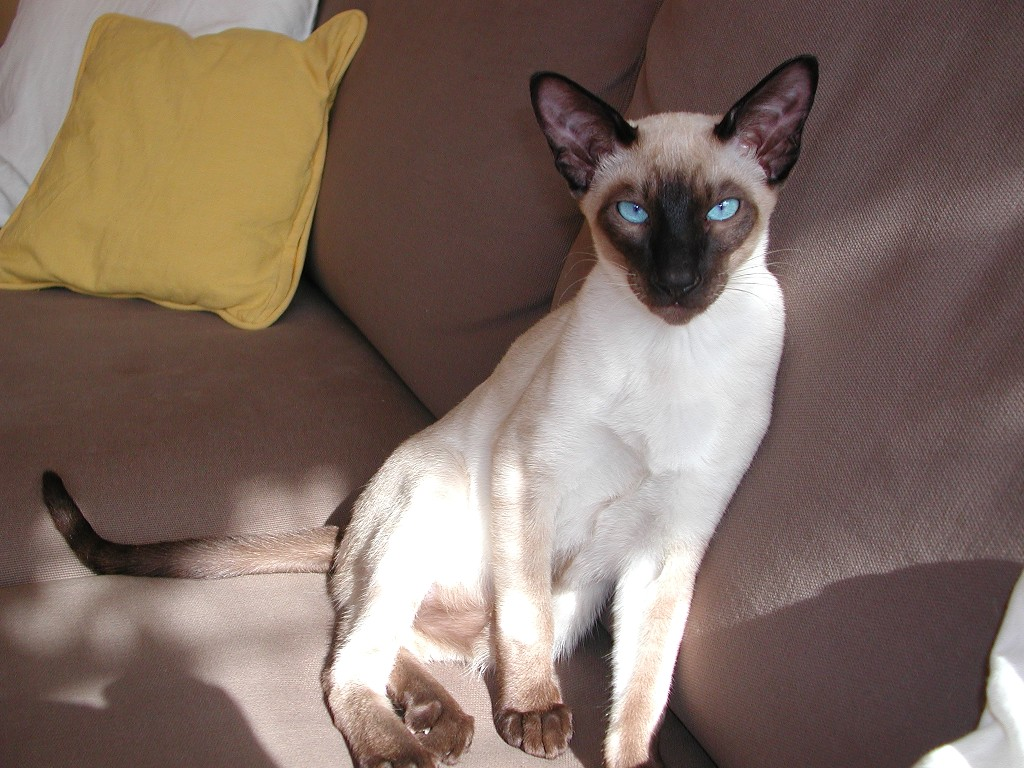
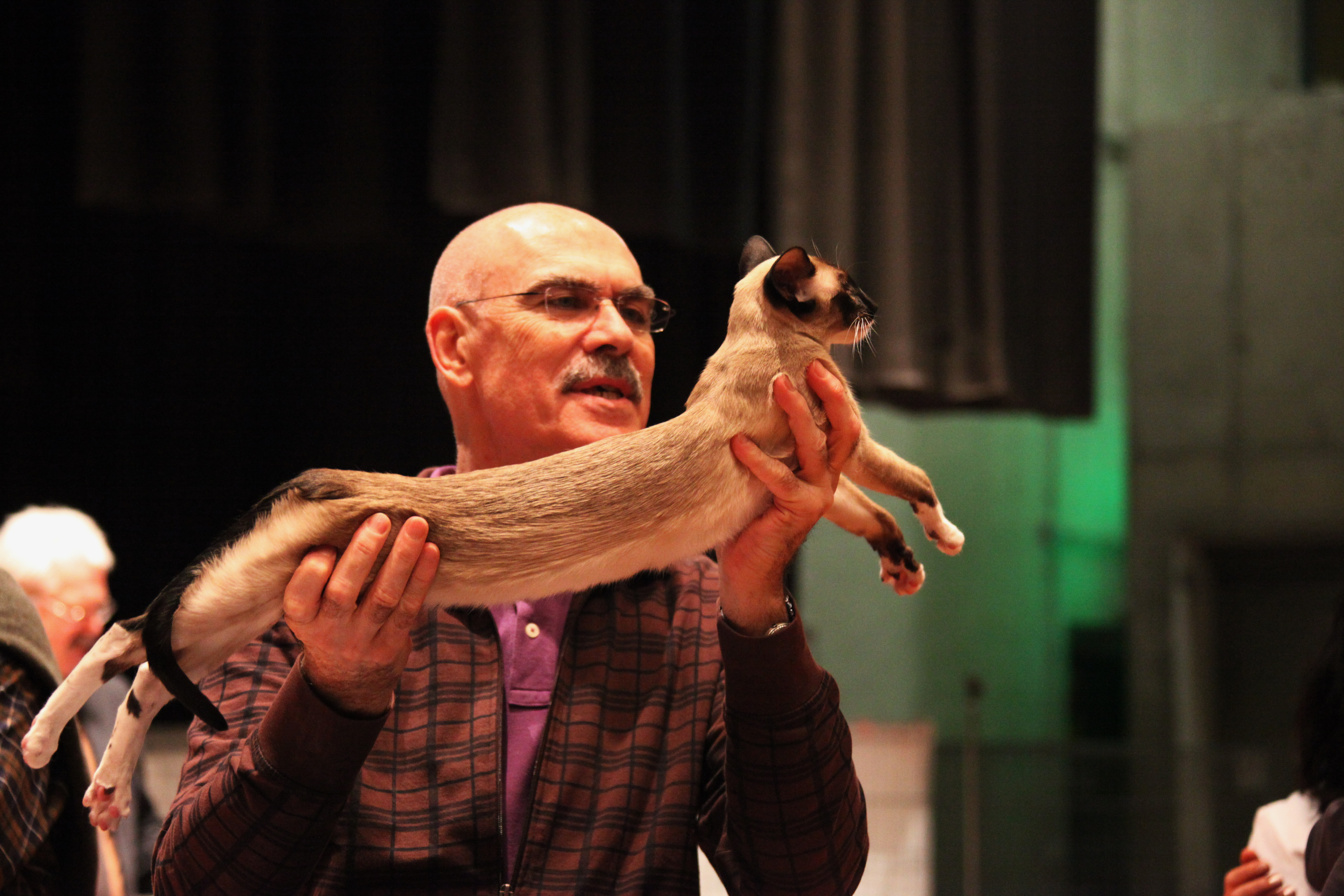
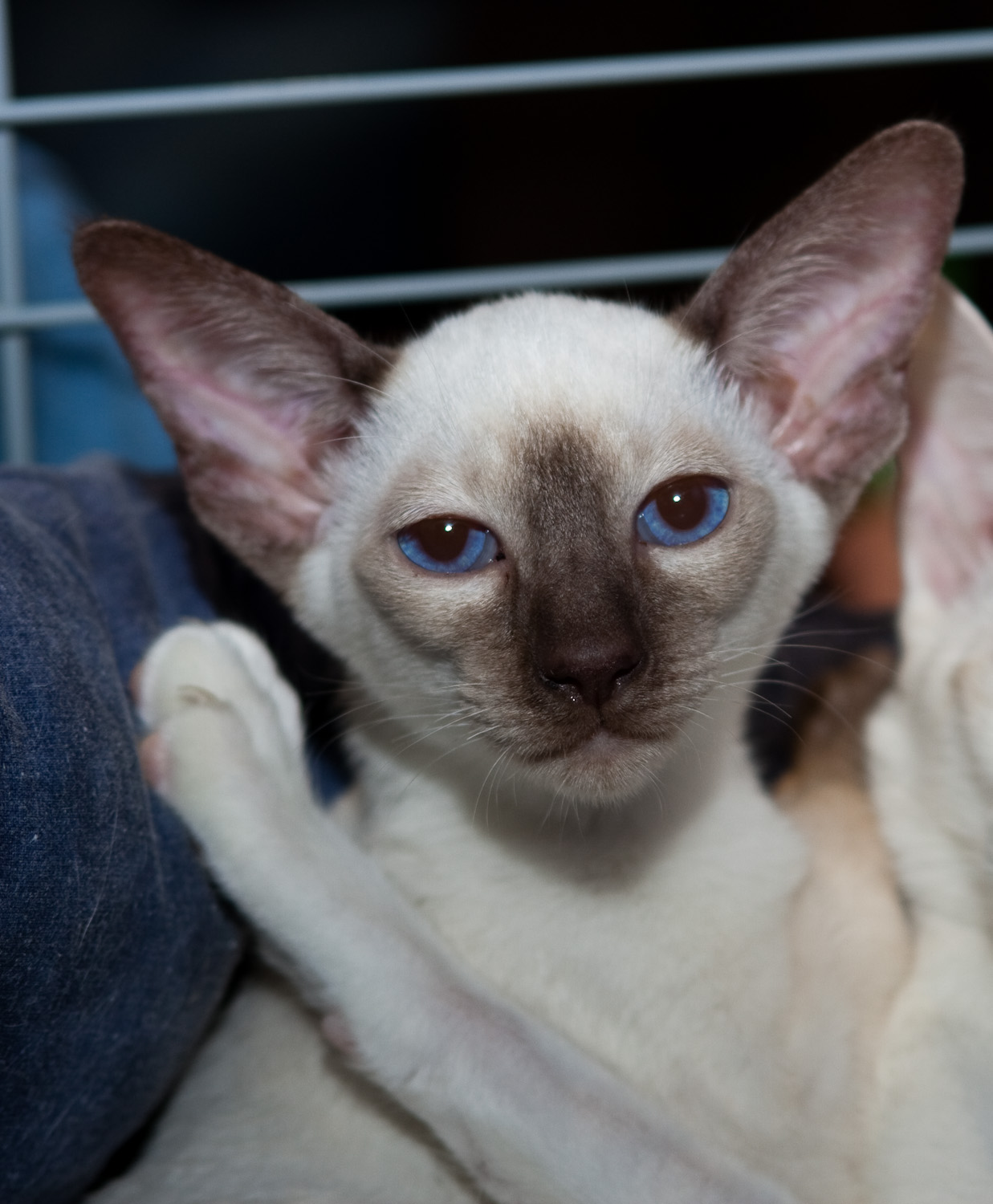
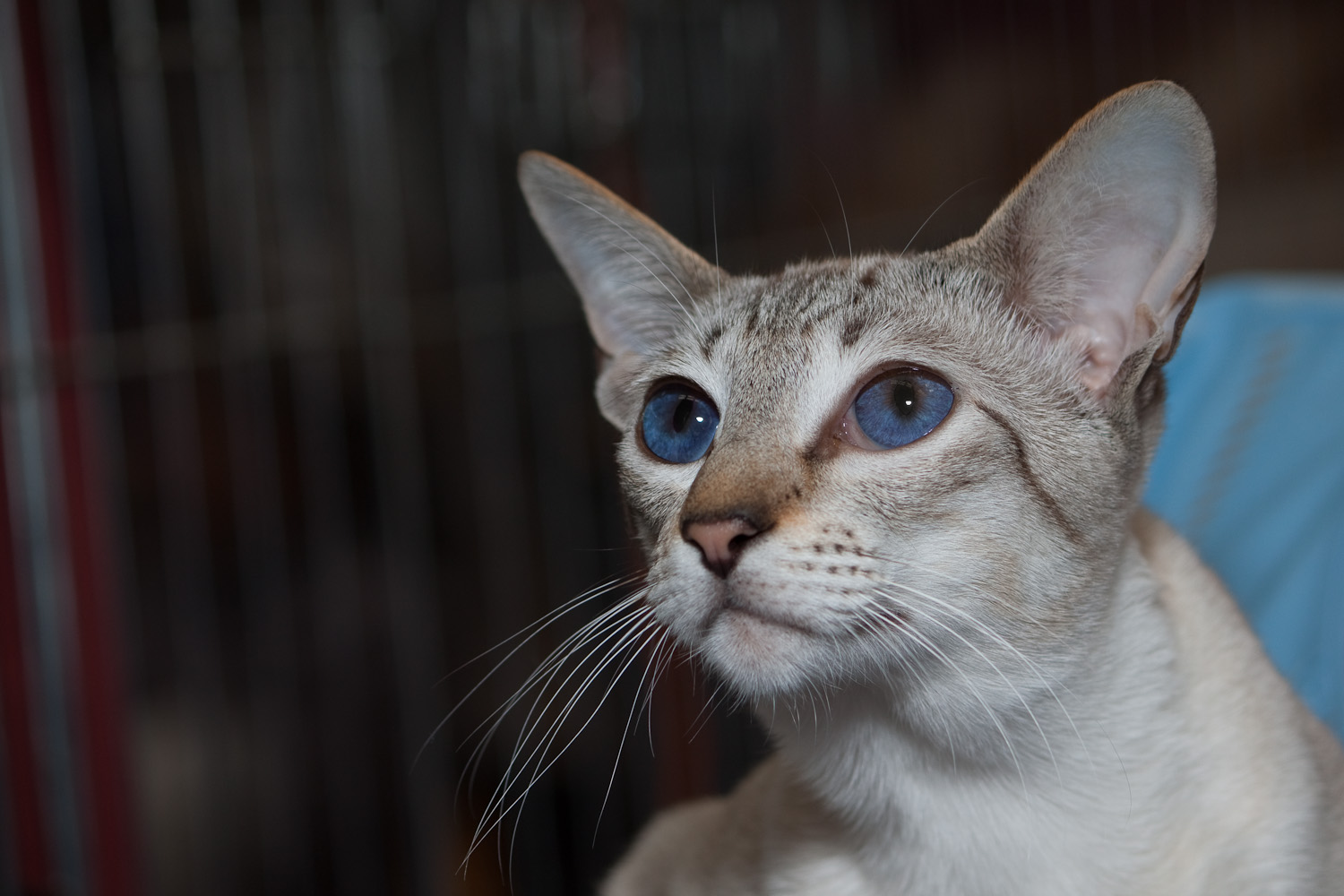